# Ikakogi tayrona
Genre
Espèce
Synonymes
- Centrolene tayrona Ruiz-Carranza & Lynch, 1991
- Centrolenella savagei Harding, 1991

Statut de conservation UICN

 VU B1ab(iii) : Vulnérable
Ikakogi tayrona, unique représentant du genre Ikakogi, est une espèce d'amphibiens de la famille des Centrolenidae.

## Répartition
Cette espèce est endémique du département de Magdalena en Colombie. Elle se rencontre entre 980 et 1 790 m d'altitude dans la Sierra Nevada de Santa Marta.

## Description
Les mâles mesurent de 28,2 à 30,6 mm et les femelles de 28,2 à 30,8 mm.

## Éthologie
La femelle « couve » ses œufs pour les protéger, ce qui est un comportement rare chez les grenouilles.

## Étymologie
Le genre est nommé en l'honneur des Ika et des Kogi, peuples descendants des Tayronas honorés par le nom de l'espèce.

## Publications originales
- (es) Ruiz-Carranza & Lynch, 1991 : Ranas Centrolenidae de Colombia II. Nuevas especies de Centrolene  de la Cordillera Oriental y Sierra Nevada de Santa Marta. Lozania, vol. 58, p. 1-26.
- (en) Guayasamin, Castroviejo-Fisher, Trueb, Ayarzagüena, Rada & Vilà, 2009 : Phylogenetic systematics of Glassfrogs (Amphibia: Centrolenidae) and their sister taxon Allophryne ruthveni. Zootaxa, no 2100, p. 1–97 (texte intégral).